# Zenon Jaskuła
Zenon Jaskuła (Śrem, 4 juni 1962) is een voormalig Pools wielrenner. In 1993 eindigde hij op het podium van de Ronde van Frankrijk met een derde plaats in het eindklassement.

## Belangrijkste overwinningen
1981
- 9e etappe Ronde van Polen

1985
- 1e etappe Circuit Cycliste de la Sarthe
- Proloog Ronde van Polen
- 3e etappe Ronde van Polen
- 9e etappe Ronde van Polen

1986
- Eindklassement Wielerweek van Lombardije

1990
- Pools kampioen op de weg, profs

1992
- 8e etappe Herald Sun Tour
- 9e etappe Herald Sun Tour

1993
- 6e etappe Ronde van Zwitserland
- 4e etappe Ronde van Frankrijk (TTT) met GB–MG Maglificio (met Franco Ballerini, Carlo Bomans, Mario Cipollini, Johan Museeuw, Wilfried Peeters, Laurent Pillon, Flavio Vanzella en Franco Vona)
- 16e etappe Ronde van Frankrijk
- Mijl van Mares

1994
- Eindklassement Trofeo dello Scalatore

1997
- 6e etappe Ronde van Portugal
- 12e etappe Ronde van Portugal
- Eindklassement Ronde van Portugal

## Resultaten in voornaamste wedstrijden
| Jaar | Ronde van Italië | Ronde van Frankrijk | Ronde van Spanje |
| ---- | ---------------- | ------------------- | ---------------- |
| 1990 | 20e              |                     | buiten tijd      |
| 1991 | 9e               |                     |                  |
| 1992 | 17e              | opgave              |                  |
| 1993 | 10e              | ↑ (1)               |                  |
| 1994 | opgave           |                     | opgave           |
| 1995 | 38e              | 46e                 |                  |
| 1996 | 20e              | opgave              |                  |
| 1997 |                  | 59e                 |                  |

| Jaar | Milaan-San Remo | Ronde van Vlaanderen | Parijs-Roubaix | Amstel Gold Race | Luik-Bast.‑Luik | Ronde van Lombardije |  | WK op de weg |
| ---- | --------------- | -------------------- | -------------- | ---------------- | --------------- | -------------------- |  | ------------ |
| 1990 | 57e             | 11e                  | 73e            |                  |                 | 29e                  |  | 24e          |
| 1991 | 93e             |                      |                | 63e              |                 | 51e                  |  | opgave       |
| 1992 | 110e            |                      |                |                  | 64e             |                      |  |              |
| 1993 |                 |                      |                |                  |                 | 74e                  |  | opgave       |
| 1994 |                 |                      |                |                  | 74e             | 14e                  |  | 39e          |
| 1995 |                 |                      |                |                  | 52e             | 17e                  |  | 18e          |
| 1996 | 96e             |                      |                | 22e              | 24e             |                      |  |              |
| 1997 |                 |                      |                |                  |                 |                      |  | 62e          |